# Young Omahaw, War Eagle, Little Missouri, and Pawnees
Young Omahaw, War Eagle, Little Missouri, and Pawnees (Dansk: Unge Omahaw, Krigsørn, Lille Missouri og pawnee-stammemedlemmer) blev malet i 1821 af den amerikanske portrætmaler Charles Bird King (1785–1862), der er bedst kendt for sine skildringer af markante ledere og stammefolk blandt den indianske del af Amerikas oprindelige folk.
Disse prærieindianere var blandt dem, der rejste til Washington for at mødes med præsidenten for at forhandle med regeringen om deres territoriale rettigheder. I Det Hvide Hus og i private hjem forsøgte beslutningstagere med bestikkelse, charme og trusler at overtale dem til samarbejde. I sit atelier i Washington malede Charles Bird King deres portrætter og skabte et galleri over de allierede i regeringens plan om at nå til en fredelig løsning.
War Eagle (Krigsørn) bærer den præsidentielle fredsmedalje, der af indianerne betragtedes som et tegn på status og som blev båret ved alle ceremonielle lejligheder. Kunstneren malede høvdingene med en krigsøkse, blodrød ansigtsmaling og ørnefjer på hovedet og underbyggede på den måde det romantiske billede af de "vilde" indianerne.
Smithsonian American Art Museum, Washington.

## References
1. ↑  Smithsonian American Art Museum